# Ubiratan D'Ambrosio
Ubiratan D'Ambrosio (São Paulo, 8 de dezembro de 1932 – 12 de maio de 2021) foi um matemático e professor universitário brasileiro. Ficou famoso por defender o estudo da matemática de forma humanizada.

## Biografia
Doutor em matemática, foi um teórico da educação matemática e um dos pioneiros no estudo da etnomatemática.
Em 2001 foi laureado pela Comissão Internacional de História da Matemática com o Prêmio Kenneth O. May por contribuições à história da matemática.
Em 2005 ganhou da Comissão Internacional de Instrução Matemática a Medalha Felix Klein pelo reconhecimento de suas contribuições no campo da educação matemática.
Foi professor emérito de matemática da Universidade Estadual de Campinas (UNICAMP) e professor do Programa Pós-Graduados em Educação Matemática da Universidade Bandeirante de São Paulo. Lecionou no programa de História da Ciência da Pontifícia Universidade Católica de São Paulo (PUC); foi professor credenciado no Programa de Pós-Graduação da Faculdade de Educação da Universidade de São Paulo; foi professor do Programa de Pós-Graduação em Educação Matemática do Instituto de Geociências e Ciências Exatas da Universidade Estadual Paulista Júlio de Mesquita Filho (UNESP); e foi também professor visitante no Programa Sênior da FURB / Universidade Regional de Blumenau.
Seu nome figura como signatário de importantes documentos no mundo da ciência, como a Declaração de Veneza de 1986 e Carta da Transdisciplinaridade de 1994. Junto com Edgar Morin e Bassarab Nicolescu fundou o Centre International de Recherches et Études Transdisciplinaires (CIRET).
Morreu em 12 de maio de 2021, aos 88 anos.